# Paul Chaudet
Paul Chaudet (17 de novembro de 1904 - 7 de agosto de 1977) foi um político da Suíça.

## Vida
Ele foi eleito para o Conselho Federal suíço em 16 de dezembro de 1954 e terminou o mandato no dia 31 de dezembro de 1966. Ele renunciou em 28 de novembro de 1966 devido ao caso Mirage. Ele era filiado ao Partido Radical. Durante seu mandato, ele ocupou o Departamento Militar.
Ele foi Presidente da Confederação suíça em 1959 e 1962.
Devido a assessores militares incompetentes para a compra de 100 caças Mirage com um orçamento que aumentou em 66%, ele foi forçado a renunciar em 1966, pelo seu próprio Partido Radical.
Com Jean-Pascal Delamuraz, ele foi provavelmente um dos últimos verdadeiros radicais suíços. Ele permaneceu, ao longo de sua vida, um dos raros políticos suíços de direita que conseguia se identificar tanto com vinicultores quanto com agricultores.